# Гипсипила (Эсхил)
«Гипсипила» (др.-греч. Ὑψιπύλη) — трагедия древнегреческого драматурга Эсхила (первая половина V века до н. э.) на сюжет, взятый из мифа об аргонавтах. Её текст полностью утрачен.
Заглавная героиня пьесы — мифологический персонаж, царица Лемноса, которая спасла своего отца Фоанта от расправы, а позже стала возлюбленной вождя аргонавтов Ясона. Текст трагедии утрачен полностью, поэтому точных данных о её сюжете нет. «Гипсипила» стала частью тетралогии, куда вошли также трагедии «Арго, или Гребцы» и «Лемнияне, или Лемниянки», и сатировская драма «Кабиры». Известно, что позже трагедию с тем же названием написал и Еврипид.